# 詔安客家人
詔安客家人，指出生世居或祖籍來自福建省漳州府詔安縣客家族群者。漳州府山區為閩、客過渡地帶，散居著客語人口，詔安客家人尤夥，以秀篆、官陂、霞葛三個鎮為主，計有該縣人口三分之一。以詔安客語為語言。
詔安客在臺灣為一個急速減少的族群。主要以鍾姓、張廖、李姓為主，以雲林縣的二崙鄉、崙背鄉、西螺鎮等三鄉鎮為最主要分佈地點。如今會講詔安客語的人口大約只剩下九千人左右。近年來，官方民間人士皆積極推動詔安客語的復振，在相關中小學推廣鄉土語言教育，並於崙背鄉建設詔安客家文化館。

## 分布
在台灣，於雲林縣的西螺地區為最主要分佈地點，涵蓋崙背鄉的港尾、羅厝、崙前、鹽園以及二崙鄉的復興村、三塊厝、深坑、十八張犁、惠來厝，西螺鎮的吳厝。據雲林縣政府的統計推估，崙背鄉約有13,897人，二崙鄉約有9,351人，西螺鎮約有2,568人，三區核心地帶合計25,817人為詔安客，其中9,036人能使用詔安客語。
另外新北市的新店區境內的安坑庄，桃園市的八德區部份地區、大溪區境內的南興，台中市的西屯區、北屯區、港尾里、豐原區、神岡區部分地區、南投縣的中寮鄉、草屯鎮部分地區、嘉義縣的水上鄉的大崙、太保鄉的梅子厝、竹崎鄉的白杞村與中埔鄉境內的詔安厝、台南市的白河區境內的詔安厝、楠西區境內的鹿陶洋江家聚落（亦是全台最大的單姓詔安古厝群及現存住人聚落），宜蘭縣的冬山鄉、員山鄉、羅東鎮、三星鄉、壯圍鄉等，前述等地皆散落著詔安客方言點。而大多地區散居的詔安客家人因為被台灣閩南人福佬化，詔安客語多已消失殆盡。

## 復興
目前有鄉土語言教育，有崙背國中、二崙國中以及崙背國小、東興國小、來惠國小、三和國小、二崙國小等學校積極推廣中，行政院客家委員會更提供相關經費協助雲林縣政府於崙背鄉建設詔安客家文化館，並且在東興國小設立詔安客語教學資源中心。另外有也一些自發性民間組職，定期性的開課教授詔安客語，如貓兒干文史協會、新北市詔安客家文化促進會等。
客家電視臺在2007年7月到9月中舉辦了大埔腔、饒平腔以及詔安腔的配音人才培訓班，目前在客家電視臺已播過〈大嬸婆與小聰明〉的卡通，陸續也會有其他卡通上映。同時在2007年也由廖文和布袋戲團演出《金黑巾英雄傳》對詔安語言傳承貢獻良多。接著2008年又製播了〈西螺七崁阿善師〉布袋戲，使得詔安客更具特色，8月31日更將黃俊雄布袋戲《包公俠義傳》加以配音，使得詔安客語能有一絲復興的機會。

## 文化與習俗
臺灣詔安客之獨特文化分為語言、儀式、武術三種。詔安客話是最重要的連結。後代不諳詔安客話者，今日祭祀仍然聘請懂詔安客語之道士。在臺灣雲林的廖姓族人仍維持春秋二祭，於「崇遠堂」舉行祭祀典禮。往昔西螺地區之農村子弟每藉農餘習武，以防患盜賊，今日該地長者自祖地聘請武師教導學童布雞拳與開口獅。

## 名人
- 廖朝孔
- 呂泉生
- 廖繼春
- 張小燕
- 廖金把
- 廖昆金
- 宋澤萊（本名廖偉竣）
- 李應元
- 廖本興
- 廖萬隆
- 廖昭堂
- 廖文和
- 李壬癸
- 李茂盛
- 游錫堃
- 李佳芬
- 鍾文音
- 季季（本名李瑞月）
- 林水福
- 林宜勝
- 林宜澐
- 林宜標
- 林厚進
- 林名遠
- 林儀珊
- 李應泉

## 外部連結
- 雲林詔安客家文化節  （页面存档备份，存于）
- 詔安客家文化館 （页面存档备份，存于）
- 黃帝祠-百家姓
- 雲林二崙鄉土傳奇 （页面存档备份，存于）
- 南投廖姓宗親會網站
- 張廖族親各派淵源
- 崇遠堂官方網站 （页面存档备份，存于）
- 漳臺客家淵源
- 世界廖氏宗親總會網站